# アイク・アイゼンマン
アイク・アイゼンマン（Ike Eisenmann, 1962年7月21日 - ）は、アメリカ合衆国出身の俳優である。

## 出演作品

### 映画
- ウィッチマウンテン/地図から消された山（アントニー）
- クロスクリーク
- スタートレックII カーンの逆襲（ピーター・プレストン候補生）
- ジェネシスを追え
- 地獄の犬
- 戦慄の毒蜂軍団
- 続・星の国から来た仲間（トニー）
- 星の国から来た仲間（トニー・マローン）